# GN 소프트웨어
GN 소프트웨어(GN Software)는 주로 플레이스테이션 2용의 비디오 게임 콘솔 게임을 개발하고 배급하는 일본의 비디오 게임 개발사이다. 현재 굿 내비게이트(Good Navigate)의 자회사이며, 사명의 GN이 이 이름을 대표한다.

## 제작한 게임
- 연애CHU!
- IZUMO: 맹검의 섬기
- 노을빛으로 물드는 언덕